# Mladějov na Moravě
Mladějov na Moravě (en allemand : Blosdorf) est une commune du district de Svitavy, dans la région de Pardubice, en Tchéquie. Sa population s'élevait à 462 habitants en 2024.

## Géographie
Mladějov na Moravě se trouve à 12 km au nord-est de Svitavy, à 63 km au sud-est de Pardubice et à 157 km à l'est-sud-est de Prague.
La commune est limitée par Trpík au nord, par Rychnov na Moravě à l'est, par Kunčina au sud, et par Dětřichov et Anenská Studánka à l'ouest.

## Histoire
La première mention écrite du village date de 1365.

## Galerie

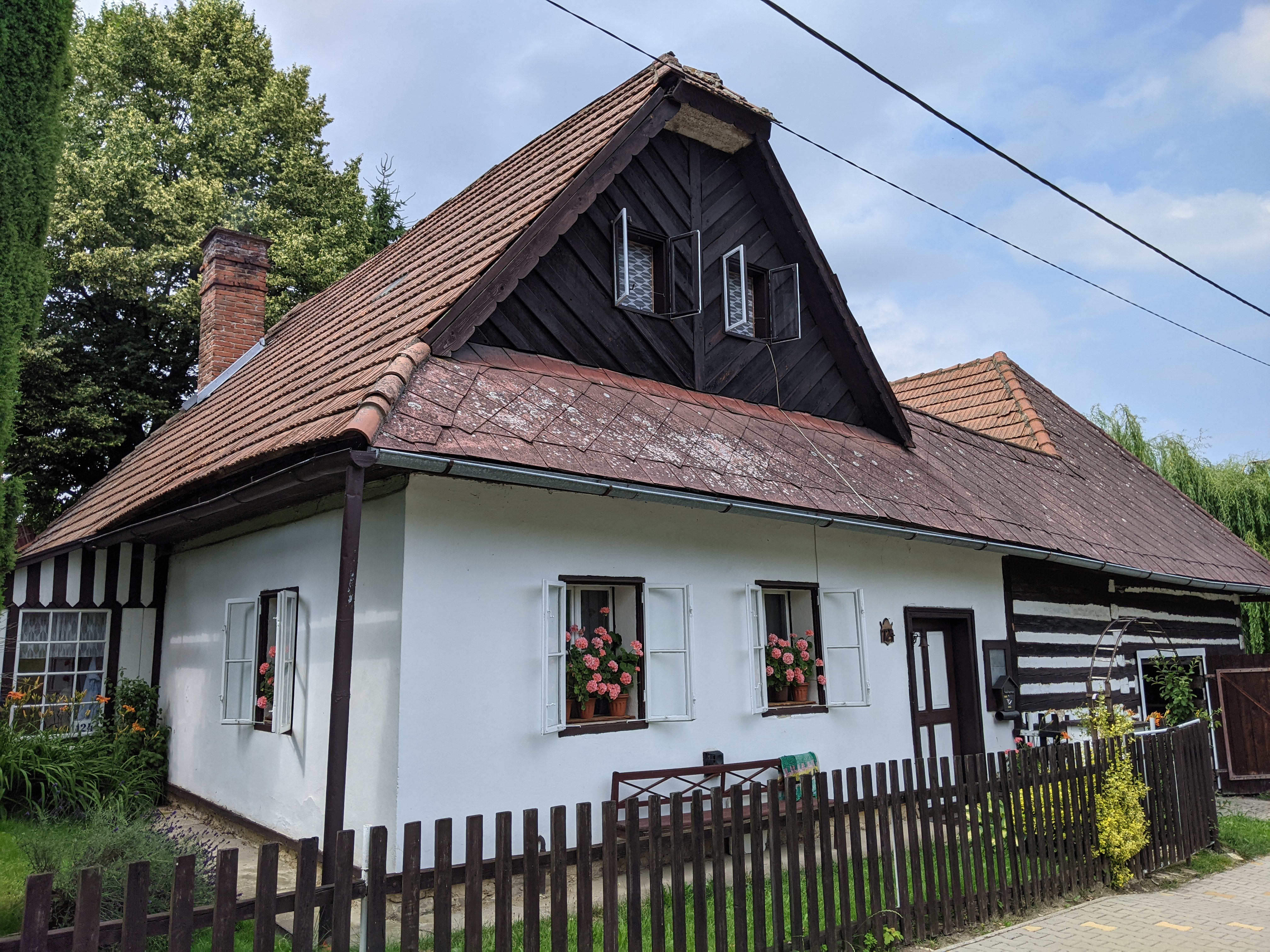
Maison à Mladějov na Moravě.
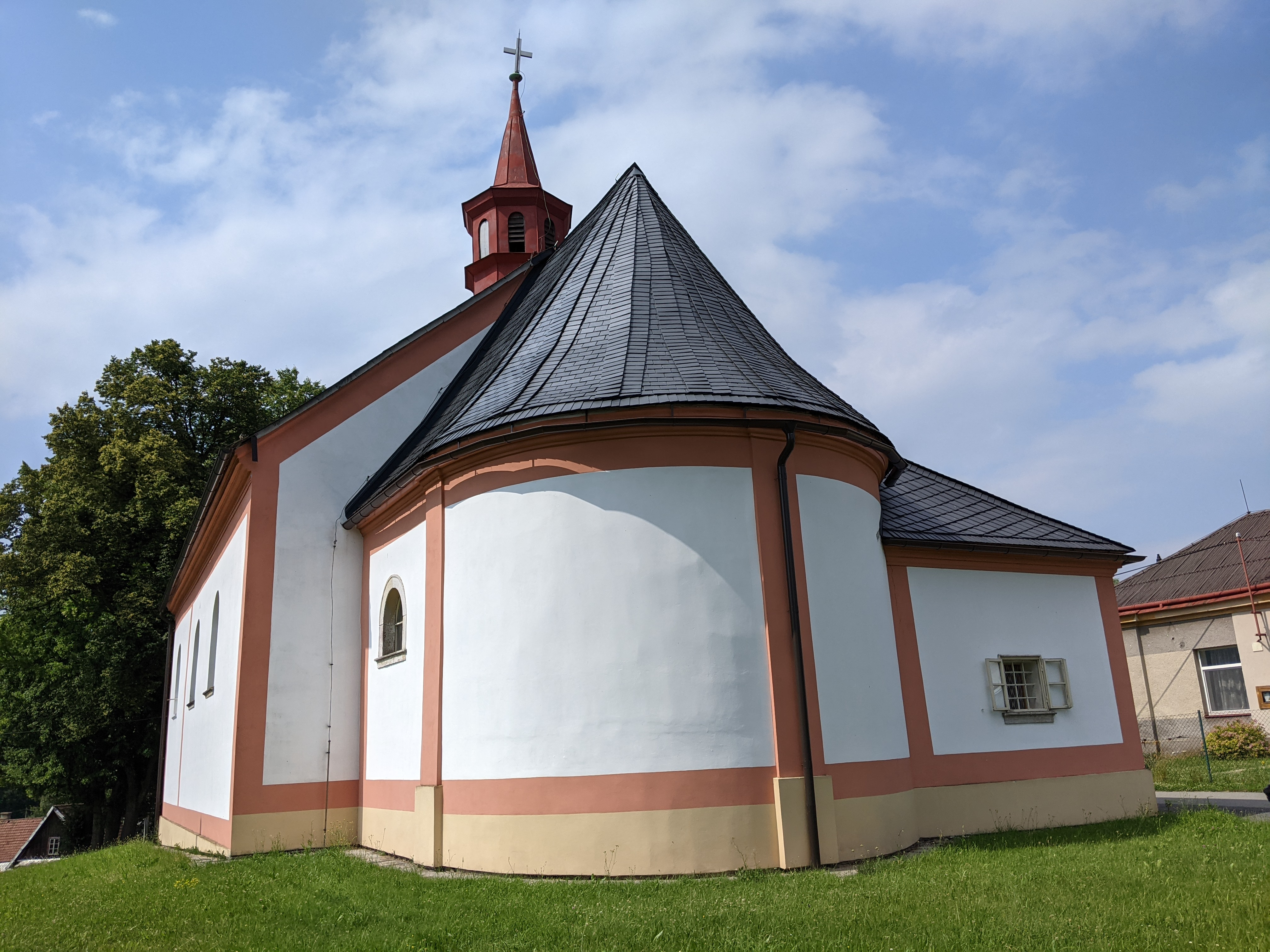
Église de la Sainte-Trinité.

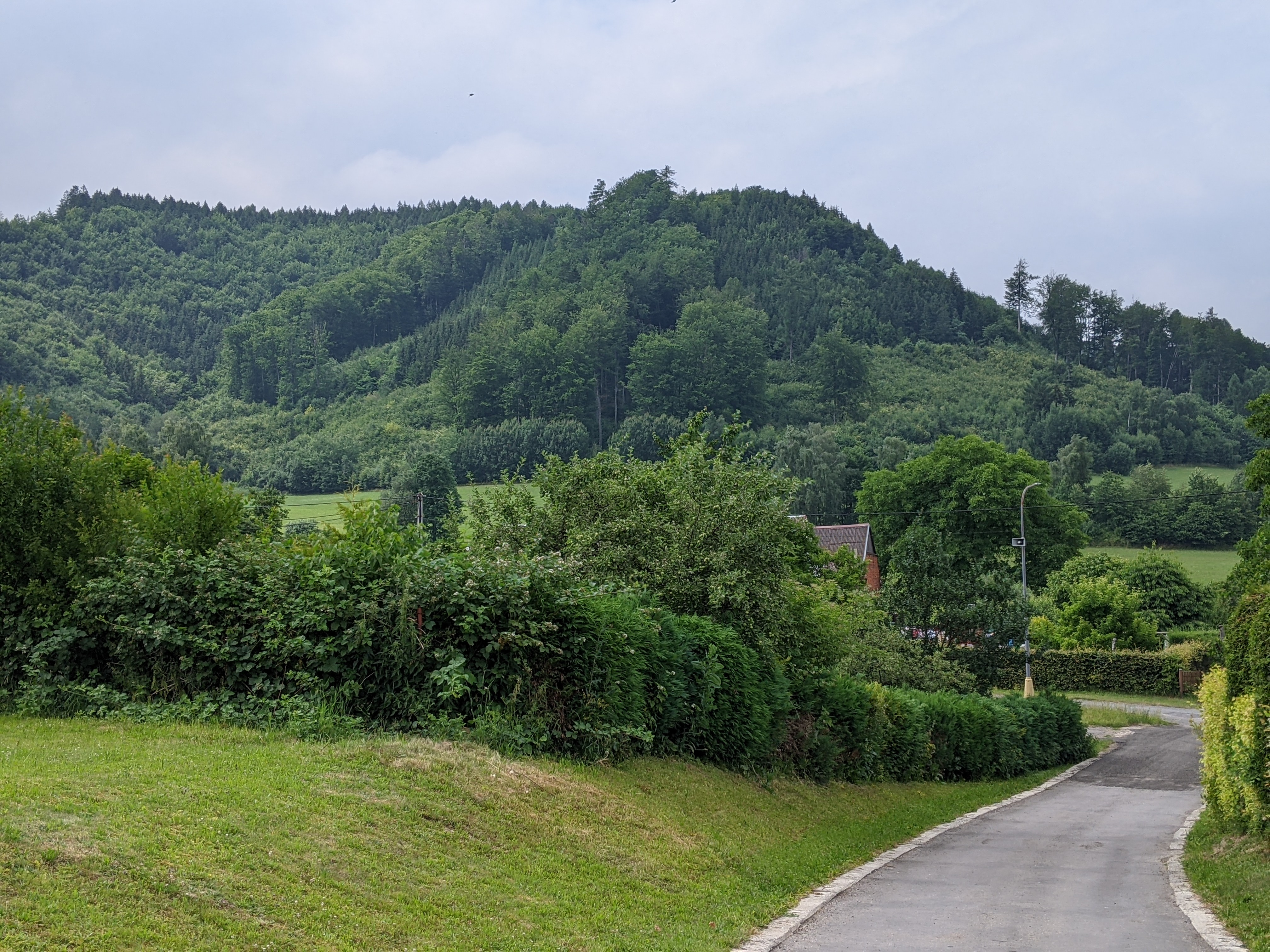
La colline de Mladějov (591 m).
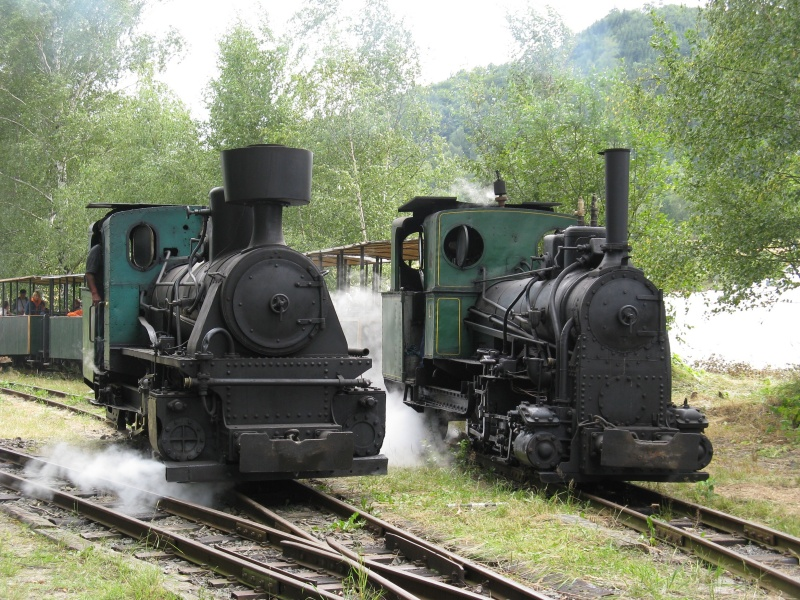
Locomotive à vapeur sur voie étroite.

## Transports
Par la route, Mladějov na Moravě se trouve à 13 km de Moravská Třebová, à 24 km de Svitavy, à 79 km de Pardubice et à 193 km de Prague. 